# Jane Goldman (Eisschnellläuferin)
Janet Elizabeth „Jane“ Goldman (* 16. September 1964 in Skokie, Illinois) ist eine ehemalige US-amerikanische Eisschnellläuferin.
Goldman trat zwischen 1983 und 1988 für das US-Team im Eisschnelllauf an. Bei der Junioren-WM 1983 in Sarajevo belegte sie im Mehrkampf den 13. Platz. Ein Jahr später trat sie bei der Mehrkampfweltmeisterschaft in Deventer an und erreichte im Kleinen Vierkampf Rang 18. Sie qualifizierte sich für die Olympischen Winterspiele 1984 in Sarajevo und trat über 1500 und 3000 Meter an. Auf diesen Strecken belegte sie die Plätze 17 und 12. Ebenfalls in Sarajevo erreichte Goldman bei der Mehrkampf-WM 1985 den 23. Platz. Ihr bestes Weltcupergebnis war ein vierter Platz 1987 über 3000 Meter in Lake Placid. In ihrer letzten Saison nahm Goldman nochmals an Olympischen Winterspielen in Calgary teil. Dort erreichte sie die Plätze 18 über 1500 Meter, 11 über 3000 Meter sowie 10 über 5000 Meter. Bei der anschließenden Weltmeisterschaft in Skien belegte sie im Mehrkampf den 20. Rang.
Goldman besuchte das MIT in Cambridge, Massachusetts und die medizinische Fakultät der University of California in San Francisco, Kalifornien. Letztere schloss sie 1993 als Doktor ab. Ihre Facharztausbildung absolvierte sie im Bereich der Geburtshilfe und Gynäkologie in Milwaukee, Wisconsin. Anschließend ließ Goldman sich in Mequon, Wisconsin nieder.

## Persönliche Bestzeiten
| Strecke | Zeit        | Datum            | Ort      |
| ------- | ----------- | ---------------- | -------- |
| 500 m   | 43,50 s     | 9. Februar 1985  | Sarajevo |
| 1000 m  | 1:26,87 min | 21. Januar 1984  | Davos    |
| 1500 m  | 2:08,72 min | 13. Februar 1988 | Calgary  |
| 3000 m  | 4:25,26 min | 13. Februar 1988 | Calgary  |
| 5000 m  | 7:36,98 min | 13. Februar 1988 | Calgary  |